# 1890 في فرنسا
فيما يلي قوائم الأحداث التي وقعت خلال عام 1890 في فرنسا.

## ظهور
- 1 يناير – قيصر كاسكابل رواية من تأليف جول فيرن.

## كتب
من الكتب التي صدرت هذه السنة في فرنسا:
- 1 يناير – قيصر كاسكابل من تأليف جول فيرن.

## مواليد

### يناير
- 24 يناير – مفيدة بورقيبة الزوجة الأولى للحبيب بورقيبة وأول سيدة تونس الأولى.

### يونيو
- 19 يونيو – آرثر ريتشاردز سياسي فرنسي.

### أغسطس
- 15 أغسطس – جاك إبرت ملحن فرنسي.

### سبتمبر
- 26 سبتمبر – جان تيودور ديلاكور
- 30 سبتمبر – أندريه جوبيرت لاعب كرة مضرب فرنسي.

### أكتوبر
- 31 أكتوبر – جيرمين بومون

### نوفمبر
- 22 نوفمبر – شارل ديغول عسكري فرنسي و رئيس الجمهورية الفرنسية.

### ديسمبر
- 20 ديسمبر – ايفون ارنو

## وفيات

### يناير
- 1 يناير – لويس لي برينس (مواليد 1841)

### فبراير
- 4 فبراير – أنتوني، دوق مونتبينسير (مواليد 1824)

### سبتمبر
- 29 سبتمبر – ألفونس كار (مواليد 1808)